# Unterseeboot 760
L'Unterseeboot 760 ou U-760 est un sous-marin allemand (U-Boot) de type VIIC utilisé par la Kriegsmarine pendant la Seconde Guerre mondiale.
Le sous-marin fut commandé le 9 octobre 1939 à Wilhelmshaven (Kriegsmarinewerft), sa quille fut posée le 5 août 1940, il fut lancé le 21 juin 1942 et mis en service le 15 octobre 1942, sous le commandement de l'Oberleutnant zur See Otto-Ulrich Blum.
L'U-760 n'endommagea ni ne coula aucun navire au cours des deux patrouilles (80 jours en mer) qu'il effectua.
Il fut immobilisé à Vigo (Espagne) en septembre 1943 et sabordé en décembre 1945.

## Conception
Unterseeboot type VII, l'U-760 avait un déplacement de 769 tonnes en surface et 871 tonnes en plongée. Il avait une longueur totale de 67,10 m, un maître-bau de 6,20 m, une hauteur de 9,60 m et un tirant d'eau de 4,74 m. Le sous-marin était propulsé par deux hélices de 1,23 m, deux moteurs diesel Germaniawerft M6V 40/46 de 6 cylindres en ligne de 1 400 cv à 470 tr/min, produisant un total de 2 060 à 2 350 kW en surface et de deux moteurs électriques Brown, Boveri & Cie GG UB 720/8 de 375 cv à 295 tr/min, produisant un total 550 kW, en plongée. Le sous-marin avait une vitesse en surface de 17,7 nœuds (32,8 km/h) et une vitesse de 7,6 nœuds (14,1 km/h) en plongée. Immergé, il avait un rayon d'action de 80 milles marins (150 km) à 4 nœuds (7,4 km/h; 4,6 milles par heure) et pouvait atteindre une profondeur de 230 m. En surface son rayon d'action était de 8 500 milles nautiques (soit 15 700 km) à 10 nœuds (19 km/h).
 L'U-760 était équipé de cinq tubes lance-torpilles de 53,3 cm (quatre montés à l'avant et un à l'arrière) qui contenait quatorze torpilles. Il était équipé d'un canon de 8,8 cm SK C/35 (220 coups) et d'un canon antiaérien de 20 mm Flak. Il pouvait transporter 26 mines TMA ou 39 mines TMB. Son équipage comprenait 4 officiers et 40 à 56 sous-mariniers.

## Historique
Il reçut sa formation de base au sein de la 8. Unterseebootsflottille jusqu'au 30 avril 1943, puis il intégra sa formation de combat dans la 3. Unterseebootsflottille.
Il quitte Kiel en Allemagne pour sa première patrouille sous les ordres de l'Oberleutnant zur See Otto-Ulrich Blum le 29 avril 1943. L'U-760 navigue au large des côtes norvégiennes. Il met le cap vers la zone GIUK en passant entre l'Islande et les îles Féroé pour naviguer jusqu’au cap Farvel. Après 33 jours en mer, il rejoint son port d'attache de La Pallice qu'il atteint le 31 mai 1943.
L'U-760 quitte La Pallice le 24 juillet 1943 pour l’Atlantique. Le 12 août 1943 à 18 h 15, le bateau est attaqué par trois charges en profondeur larguées par un Liberator américain du VB-103 USN, piloté par Lt (jg) Thueson, à environ 470 miles au sud de Terre-Neuve. Après une défense flak intense, l'U-760 est obligé de plonger. Durant l’attaque, un homme d’équipage est passé par-dessus bord (Matrosenenobergefreiter Günter Werner). L'U-760 constate des dommages : au périscope et à l’un de ses tubes Tube lance-torpilles avant. L'U-760 est contraint d'abandonner la patrouille en raison des dégâts.
Lors de son retour le 8 septembre 1943, alors qu'il était en surface au côté de l'U-262, les U-Boote sont attaqués par des avions PBY-5 de la 63e escadrille de bombardement appartenant à l'US Navy, à environ 150 miles du cap Finisterre. L'attaque provoqua l'arrêt de ses deux moteurs diesel. Ses batteries étant faibles, le bateau n'avait aucune chance d'atteindre la France. Le BdU le dirigea donc à Vigo, en Espagne, qu’il atteint le même jour.
 En vertu des accords internationaux, un navire de guerre d'une nation belligérante ne peut stationner dans un port plus de quarante-huit heures pour effectuer des réparations urgentes. Les autorités espagnoles l'ont donc réquisitionné, sous la supervision du croiseur naval espagnol Navarra. Le sous-marin allemand sera transféré au Ferrol où il restera jusqu'à la fin de la guerre.
Il est convoyé le 23 juillet 1945 du Ferrol au Loch Ryan en Écosse en vue de l'opération Deadlight, opération alliée pour la destruction de la flotte de U-Boote de la Kriegsmarine.
L'U-760 est coulé le 13 décembre 1945 par des roquettes d'un Bristol Beaufighter du 254 Sqn RAF, à la position géographique 55° 50′ N, 10° 05′ O.
Un autre U-Boot fut bloqué en Espagne pendant la Seconde Guerre mondiale, il s'agissait de l'U-573.

## Affectations
- 8. Unterseebootsflottille du 15 octobre 1942 au 30 avril 1943 (Période de formation).
- 3. Unterseebootsflottille du 1er mai 1943 au 8 septembre 1943 (Unité combattante).

## Commandement
- Kapitänleutnant Otto-Ulrich Blum du 15 octobre 1942 au 8 septembre 1943.

## Patrouilles
|       | Commandant             | Départ          | Départ     | Arrivée          | Arrivée    | Jours    | Succès |
| ----- | ---------------------- | --------------- | ---------- | ---------------- | ---------- | -------- | ------ |
| 1     | Oblt. Otto-Ulrich Blum | 29 avril 1943   | Kiel       | 31 mai 1943      | La Pallice | 33 jours |        |
| 2     | Oblt. Otto-Ulrich Blum | 24 juillet 1943 | La Pallice | 8 septembre 1943 | Vigo       | 47 jours |        |
| Total | Total                  | Total           | Total      | Total            | Total      | 80 jours | 0 t    |

Note : Oblt. = Oberleutnant zur See

### OpérationsWolfpack
L'U-760 a opéré avec les Wolfpacks (meute de loups) durant sa carrière opérationnelle.
- Iller (12-15 mai 1943)
- Donau 1 (15-26 mai 1943)